# Terrore nel bosco
Terrore nel bosco (They Call Me Creature) è il sesto libro della collana Super brividi scritto dall'autore statunitense R. L. Stine.

## Trama
Laura, la protagonista, è una giovane ragazza che vive in un paesino al limitare di un enorme bosco dove ella passa la maggior parte del suo tempo. Figlia di un famoso veterinario (cacciato dalla clinica dove lavorava per motivi ignoti) e di una donna che vive a Chicago (divorziata dal marito), la ragazza ha una migliore amica di nome Ellen e, come già detto, ha una grande passione per la natura e per il bosco dove passa tutto il suo tempo libero, abitandoci praticamente a pochi passi, mentre vede nella dottoressa Carpenter, un'ex-collega di suo padre, una figura quasi materna con cui potersi sempre confidare. La sua vita viene nettamente sconvolta quando suo padre, normalmente gentile e premuroso nei suoi riguardi, comincia a comportarsi in maniera strana dato che passa molte ore in un capanno nel giardino e risulta essere sempre scorbutico e nervoso nei confronti della figlia, ordinandole più volte di stare alla larga dal bosco. Qui, inoltre, iniziano a verificarsi una serie di strani ed inquietanti eventi: mentre sta passeggiando con il suo amico Joe, infatti, Laura viene assalita da dei pipistrelli e, come se non bastasse, scopre che suo padre (sbirciando di nascosto nel capanno) sta effettuando degli esperimenti su degli animaletti. Qualche giorno dopo, inoltre, Laura vede due strani individui aggirarsi armati a bordo di una jeep mimetica che trasporta un caravan da cui provengono strani rumori, e poco dopo viene assalita da uno strano animaletto simile ad un porcellino che la morde al collo per succhiarle il sangue, venendo provvidenzialmente salvata da suo padre. Il giorno dopo, poi, il suo cane, Georgie, viene brutalmente aggredito durante la notte, venendo ritrovato con una zampa quasi del tutto staccata dal corpo. Successivamente, in occasione della festa di compleanno della sua amica Ellen, organizzata peraltro nel giardino di casa sua, Laura, addentratasi nel bosco per cercare la sua amica e un ragazzo di nome Stevie, scopre una cervo brutalmente sventrato e ucciso, mentre nota suo padre, sopraggiunto dopo poco, interamente sporco di sangue. Come se non bastasse, inoltre, sembrerebbe che suo padre sia legato a quei due misteriosi uomini armati sulla jeep, e Laura non può far altro se non continuare ad indagare sul mistero, rendendosi però conto che l'unica persona disposta ad ascoltarla è la dottoressa Carpenter, la quale non sembra inizialmente disposta a spiegarle il perché suo padre sia stato allontanato dalla clinica anni addietro, salvo poi dirle che era stato cacciato perché le sue ricerche si erano troppo addentrate in ambiti e questioni ai limiti della follia riguardo la genetica e gli incroci.
Una notte, vedendo delle strane luci nel bosco, Laura scopre che nel caravan, lasciato incustodito dai due uomini, è tenuta prigioniera una strana creatura ibrida metà uomo e metà maiale. Fuggendo poi dai due uomini e da suo padre, la ragazza s'imbatte nel suo amico Joe, scoprendo dopo poco che non è un umano ma anch'egli (come la creatura vista prima) un ibrido tra un uomo e un maiale. Raggiunta di corsa la clinica per cercare la dottoressa Carpenter, Laura entra in una strana stanza dove vede centinaia di ibridi uomo-maiale rinchiusi in delle gabbie prima di venir raggiunta dalla donna, la quale, con l'aiuto di Joe (che è suo figlio), la cattura. Rinchiusa in una gabbia assieme a due mostruosi uomini-maiale, Laura scopre la verità: era stata la dottoressa Carpenter la vera autrice di quegli ibridi, non suo padre, il quale aveva cercato di denunciarla e che, per questo motivo, era stato allontanato dalla clinica. La donna, in verità, voleva unicamente aiutare suo figlio, il quale era stato vittima di una trasfusione di geni suini per errore, assumendo di conseguenza quell'orribile aspetto (celato dietro ad una parrucca), e non aveva fatto altro se non condurre esperimenti sugli incroci con il solo scopo di trovare una cura per il figlio. Per poterla ottenere, dunque, è necessario effettuare un incrocio tra Laura (alla quale la Carpenter aveva qualche giorno prima somministrato dei geni con la scusa di curarle la ferita inflittale dal maialino vampiro) e un porcellino, ma viene bloccata dal padre della ragazza, la quale, dopo una lotta, fa finire la perfida dottoressa al posto di Laura, incrociandosi con un pipistrello sopraggiunto nella stanza. Risolta la faccenda, il padre di Laura la rassicura dicendole che le cose sarebbero cambiate definitivamente e spiegandole tutta la verità. Tutto sembra essersi risolto fino quando, la sera dopo, Laura non nota uno strano pipistrello davanti alla sua finestra, il quale ha il volto della dottoressa Carpenter.

## Edizioni
- R. L. Stine, Terrore nel bosco, traduzione di Cristina Scalabrini, collana Super brividi, Arnoldo Mondadori Editore, 2002,  p. 159, ISBN 88-04-50731-4.